# Diathoneura opaca
Diathoneura opaca är en tvåvingeart som först beskrevs av Samuel Wendell Williston  1896.  Diathoneura opaca ingår i släktet Diathoneura och familjen daggflugor. Inga underarter finns listade i Catalogue of Life.